# Грин Блаф (Вашингтон)
Грин Блаф (енгл. Green Bluff) насељено је место без административног статуса у америчкој савезној држави Вашингтон.

## Демографија
По попису из 2010. године број становника је 761.
| Група             | 2000.    | 2010.       |
| Белци             | 0 (0,0%) | 706 (92,8%) |
| Афроамериканци    | 0 (0,0%) | 0 (0,0%)    |
| Азијати           | 0 (0,0%) | 5 (0,7%)    |
| Хиспаноамериканци | 0 (0,0%) | 31 (4,1%)   |
| Укупно            | 0        | 761         |